# Comet Vale
Comet Vale is een spookdorp in de regio Goldfields-Esperance in West-Australië. De plaats maakt deel uit van het lokale bestuursgebied (LGA) Shire of Menzies.

## Geschiedenis
Ten tijde van de Europese kolonisatie leefden de Maduwongga-Aborigines in de streek.
In 1894 zou Dan Baker goud gevonden hebben in de streek. Hij zou de plaats van zijn goudvondst Comet Vale hebben genoemd omdat hij een komeet waarnam toen hij het goud vond. Er werden in de omgeving vervolgens ettelijke goudmijnen actief waaronder de Happy Jack, Sand Queen, King, Prince, Gladsome en Lady Margaret goudmijnen.

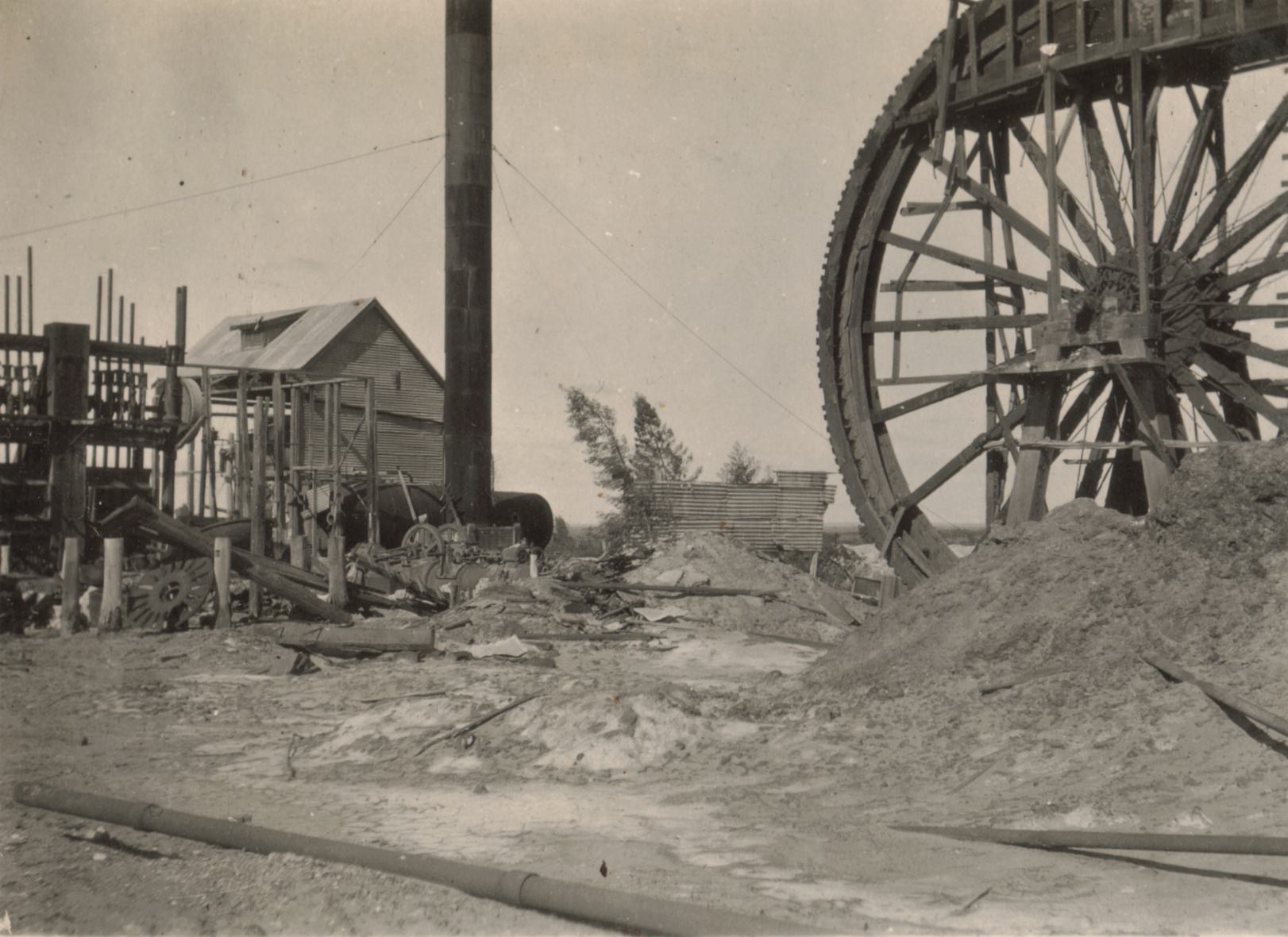
De Gladsome-goudmijn in 1928.

In 1895 telde Comet Vale een vijfhonderdtal inwoners. De Lady Maragaret goudmijn werd in 1896 ontwikkeld nadat £ 85.000 bij investeerders uit Glasgow was opgehaald. Het gouderts bleek echter van te lage kwaliteit. De lease werd van de hand gedaan en de goudmijn gesloten. Comet Vale werd pas in 1916 officieel gesticht.
De in de streek gelegen Sand Queen en Gladsome goudmijnen zijn in de 21e eeuw nog actief.

## Ligging
Comet Vale ligt langs de Goldfields Highway, 697 kilometer ten oostnoordoosten van de West-Australische hoofdstad Perth, 104 kilometer ten noordwestnoorden van Kalgoorlie en 23 kilometer ten zuiden van Menzies, de hoofdplaats van het lokale bestuursgebied waarvan het deel uitmaakt.

## Klimaat
Comet Vale kent een warm woestijnklimaat, BWh volgens de klimaatclassificatie van Köppen.